# Thorwald Veneberg
Thorwald Veneberg (født 16. oktober 1977) var en hollandsk professionel cykelrytter, som cyklede for det det professionelle cykelhold Rabobank.